# Buddy Holly
Buddy Holly, pseudonimo di Charles Hardin Holley (Lubbock, 7 settembre 1936 – Clear Lake, 3 febbraio 1959), è stato un cantautore e chitarrista statunitense.
La sua musica, che passa dal pop al rockabilly e al rock and roll (egli fu proprio uno dei primi grandi interpreti di tal genere), lo rese molto apprezzato dai giovani negli anni cinquanta.
Buddy Holly definì, assieme al suo gruppo di nome The Crickets, la formazione standard di una rock 'n' roll band (due chitarre, basso, e batteria), e fu tra i primi rocker a scrivere, produrre, ed eseguire i suoi brani. La sua musica ha ispirato molti musicisti contemporanei e delle generazioni future nell'ambito della popular music come i Beatles, Elvis Costello, i Rolling Stones, Don McLean, Bob Dylan, Bruce Springsteen, Steve Winwood ed Eric Clapton.
Nel corso della sua carriera Buddy Holly pubblicò tre album e alcuni singoli di grande successo come That'll Be the Day, Peggy Sue, Everyday e Maybe Baby, pubblicati nel 1957.
La sua prematura scomparsa a soli 22 anni in un incidente aereo in cui perirono anche Ritchie Valens e The Big Bopper, nota come la prima grande tragedia del rock o anche il giorno in cui la musica morì, ha contribuito ad alimentarne il mito.
Uno dei primi musicisti a essere inserito nella Rock and Roll Hall of Fame, nel 1986, anno della sua istituzione, la rivista Rolling Stone l'ha inserito al 13º posto nella lista dei 100 migliori artisti, al 48º nella classifica dei migliori cantanti e all'80º nella categoria migliori chitarristi. Il critico Bruce Eder, l'ha definito l'individuo dalla forza creativa più influente del primo rock and roll.

## Biografia

### Primi anni di vita
Nato da Lawrence Odell Holley (1901-1985) ed Ella Pauline Drake (1902-1990), Buddy Holly era il più giovane di quattro fratelli, da cui il nomignolo "Buddy". Grazie ad essi e la madre imparò a suonare diversi strumenti La sua famiglia era battista praticante: la musica gospel che ascoltava quando andava in chiesa quando era bambino eserciterà un'importante influenza sulla sua musica. Altrettanto importante fu l'R&B che veniva trasmesso alla radio, che segnò in maniera significativa lo stile musicale del futuro cantante.
Le sue prime esperienze musicali le ebbe negli anni cinquanta quando, ancora adolescente, cantava musica country and western al liceo così come presso delle emittenti country e bluegrass. e piccoli locali del sud-ovest degli Stati Uniti d'America.

### Carriera
Holly vide Elvis Presley cantare a Lubbock nel 1955, e cominciò a incorporare uno stile rockabilly, simile a quello delle Sun Records, con tanto di chitarra acustica e basso. Il 15 ottobre 1955, Holly, insieme a Bob Montgomery e Larry Welborn, aprì il concerto per Presley a Lubbock, in cerca di attenzione da parte di qualche talent scout di Nashville. La transizione al rock and roll di Holly, continuò con l'apertura del concerto di Bill Haley & His Comets in uno show locale, organizzato da Eddie Crandall, il manager di Marty Robbins. Buddy Holly dichiarerà che «senza Elvis nessuno di noi ce l'avrebbe fatta.»
Seguendo le sue performance, la Decca Records gli stipulò un contratto nel febbraio del 1956, sbagliando però il suo vero cognome (Holley) e storpiandolo in "Holly". Fu grazie a questo errore che, inconsapevolmente, la Decca coniò il cognome con il quale l'artista sarebbe divenuto celebre in tutto il mondo.
Nel 1957 anno il suo singolo Peggy Sue scalò le classifiche, rendendolo popolarissimo e pari a Elvis Presley nello scatenare l'entusiasmo del pubblico. Holly e i Crickets ebbero un regolare programma radiofonico (1955-1958) e suonarono in tutto il mondo. Holly scrisse ed eseguì pezzi memorabili, sia in versione solista sia con il complesso dei Crickets. Nello stesso periodo Holly partecipò, sia come solista sia con i Crickets, ai principali varietà televisivi statunitensi.
Nel febbraio del 1957 Holly formò la sua prima band e le diede il nome di The Crickets. La formazione consisteva in Holly (voce e chitarra principale), Niki Sullivan (seconda chitarra), Joe B. Mauldin (basso), e Jerry Allison (batteria). Il gruppo andò a Nashville per tre sessioni di registrazione con il produttore Owen Bradley. Tra le tracce registrate, c'era una prima versione di That'll Be the Day, canzone ispirata alla celebre frase di John Wayne nel film Sentieri selvaggi, uscito l'anno precedente. Questa prima versione era più lenta rispetto all'originale, e in una tonalità differente. La Decca pubblicò due singoli: Blue Days, Black Nights e Modern Don Juan.
Seguirono problemi contrattuali, durante i quali Holly cambiò manager e stipulò un contratto come artista singolo per un'etichetta sussidiaria della Decca, la Coral Records. I Crickets firmarono per la Brunswick Records, un'altra sussidiaria della Decca.
Il 27 maggio del 1957, That'll Be the Day fu pubblicata come singolo, e ottenne un grandissimo successo di pubblico, scalando le classifiche di Billboard US il 23 settembre, e raggiungendo la prima posizione nella Official Singles Chart per tre settimane, a novembre. I Crickets eseguirono dal vivo That'll Be the Day e Peggy Sue all'Ed Sullivan Show, il primo dicembre. Inoltre, Peggy Sue fu eseguita al The Arthur Murray Party il 29 dicembre, costituendo l'unica registrazione di un'apparizione televisiva dei Crickets, durante tutto il 1957. Il successo della formazione fu tale che, sempre nel 1957, furono l'unico gruppo di musicisti bianchi ad esibirsi in un tour di musicisti neri di rock and roll. 
Siccome Holly aveva due contratti, uno come membro dei Crickets e uno come solista, due furono gli album di debutto dell'artista pubblicati. Il 27 novembre del 1957, uscì il primo album di Buddy Holly con i Crickets: The Chirping Crickets mentre il 20 febbraio 1958, fu pubblicato il primo album, omonimo, di Buddy Holly come solista.
Nel gennaio del 1958, Holly e i Crickets, si esibirono in un tour in Australia, mentre a marzo, fu la volta dell'Inghilterra. Ad aprile dello stesso anno, fu pubblicato il loro terzo e ultimo album, That'll Be The Day.
Nelle note di copertina dell'album Buddy Holly: The Definitive Collection, Billy Altman notò che il brano Peggy Sue inizialmente si intitolava Cindy Lou, ma Holly cambiò il nome ispirandosi alla fidanzata del batterista dei Crickets, Jerry Allison, ovvero Peggy Sue Gerron. Holly scrisse il brano True Love Ways ispirandosi alla relazione con la moglie, Maria Elena. Il brano fu registrato il 21 ottobre del 1958, al Decca's Pythian Temple.

### Il matrimonio e la vita a New York
Nel giugno 1958, Holly incontrò Maria Elena Santiago, ragazza della quale si innamorò a tal punto da chiederle di sposarlo. I due convolarono a nozze due mesi dopo, il 15 agosto del 1958, a Lubbock. Holly e Maria, una volta sposati, partirono in luna di miele per Acapulco. Quando Holly riprese la sua attività di musicista, Maria partì con lui in tour. Per il loro cinquantesimo anniversario, Maria Elena rilasciò un'intervista al "Lubbock Avalanche-Journal", nella quale dichiarò che il primo incontro tra lei e Buddy fu magia pura e che il loro rapporto aveva qualcosa di speciale. Parole testuali furono: «Egli entrò nella mia vita quando io ne avevo bisogno, ed io entrai nella sua allo stesso modo.»
A New York, Holly vide crescere le proprie ambizioni di musicista, sempre più deciso a calcare la scena. Possedeva un appartamento nel Greenwich Village. Qui registrò una serie di canzoni acustiche, come Crying, Waiting, Hoping e What To Do, incluse nella raccolta Apartment Tapes, pubblicata dopo la sua morte.
Holly frequentava molti locali di musica a New York, incluso The Village Gate, il Blue Note, il Village Vanguard, e il Johnny Johnson's. Spesso, Holly si recava a far visita allo zio di Maria, e suonava il piano a casa sua. Holly diede inoltre il via ad alcune collaborazioni con musicisti soul o rock and roll, nella speranza di poter fare un disco con Ray Charles o Mahalia Jackson. Il suo desiderio era di lavorare al cinema, apparendo in qualche film, così come altri cantanti rock and roll contemporanei, ad esempio Elvis Presley o Eddie Cochran.

### L'incidente aereo e la morte

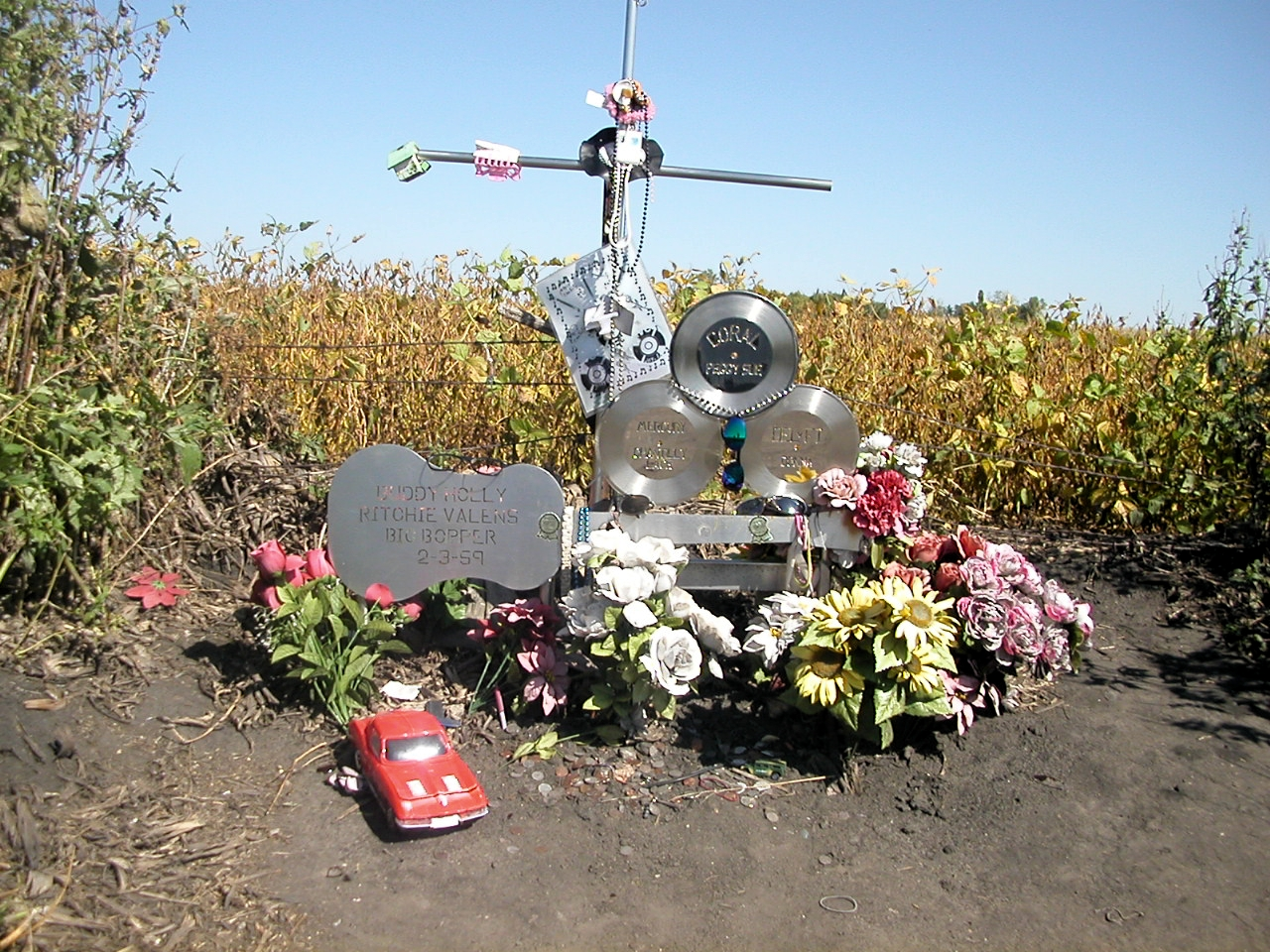
Il monumento commemorativo dedicato a Buddy Holly sul luogo in cui perse la vita.

Il 23 gennaio 1959 ebbe inizio da Milwaukee il Winter Dance Party, la tournée invernale per cui lo stesso Holly mise in piedi una band formata dal bassista Waylon Jennings, il chitarrista Tommy Allsup e il batterista Carl Mazzo. Il 15 dello stesso mese Holly giunse insieme a Jennings a New York, dove i due soggiornarono nell'appartamento di Holly affacciato su Washington Square Park nei giorni precedenti a un incontro programmato presso la sede della General Artists Corporation, la società organizzatrice del tour. Pochi giorni dopo i due presero un treno in direzione Chicago per unirsi al resto della band.
La quantità di viaggio creò problemi logistici, poiché la distanza tra le location non era stata contemplata durante la programmazione degli spettacoli: come se non bastasse, gli autobus turistici che avrebbero dovuto trasportare i membri della band si guastarono due volte a causa del gelo, e l’unico altro mezzo di trasporto disponibile fu utilizzato per portare in ospedale il batterista di Holly, Carl Bunch, ricoverato in ospedale per un congelamento delle dita dei piedi, e di conseguenza Holly si vide costretto a doversi procurare un altro mezzo di trasporto. Il 2 febbraio, prima dello spettacolo a Clear Lake, nell’Iowa, Holly noleggiò un Beechcraft Bonanza a quattro posti per lui, Jennings e Allsup, con cui sarebbero dovuti decollare dal Dwyer Flying Service in direzione Moorhead, Minnesota, con scalo a Fargo (North Dakota), in modo da potersi riposare ed evitare un lungo viaggio in autobus.
Subito dopo lo spettacolo di Clear Lake (terminato poco prima di mezzanotte), Allsup accettò di giocarsi il posto in aereo con Valens con il lancio della moneta: Valens chiamò testa e si garantì l’ambito posto, dichiarando: “È la prima volta che vinco qualcosa in vita mia”, mentre Jennings cedette volontariamente il suo posto a JP Richardson, che aveva l’influenza e si rifiutava categoricamente di salire a bordo del bus senza riscaldamento.
Poco dopo le 0:55 del 3 febbraio 1959, l’aereo si schiantò su un campo di grano cinque miglia a nord-ovest di Mason City, nell’Iowa, poco dopo il decollo: i tre musicisti, proiettati fuori dalla fusoliera al momento dell’impatto, riportarono gravi ferite a testa e torace. Tutti gli occupanti del velivolo morirono sul colpo, compreso Holly: aveva 22 anni. A poca distanza dal relitto dell’aereo venne trovata da un contadino locale una pistola appartenente allo stesso Holly, e i resoconti riportati la scoperta dell’arma alimentarono le voci infondate secondo cui il pilota Roger Peterson sarebbe stato raggiunto da alcuni colpi esplosi accidentalmente durante il volo, causando l’incidente.

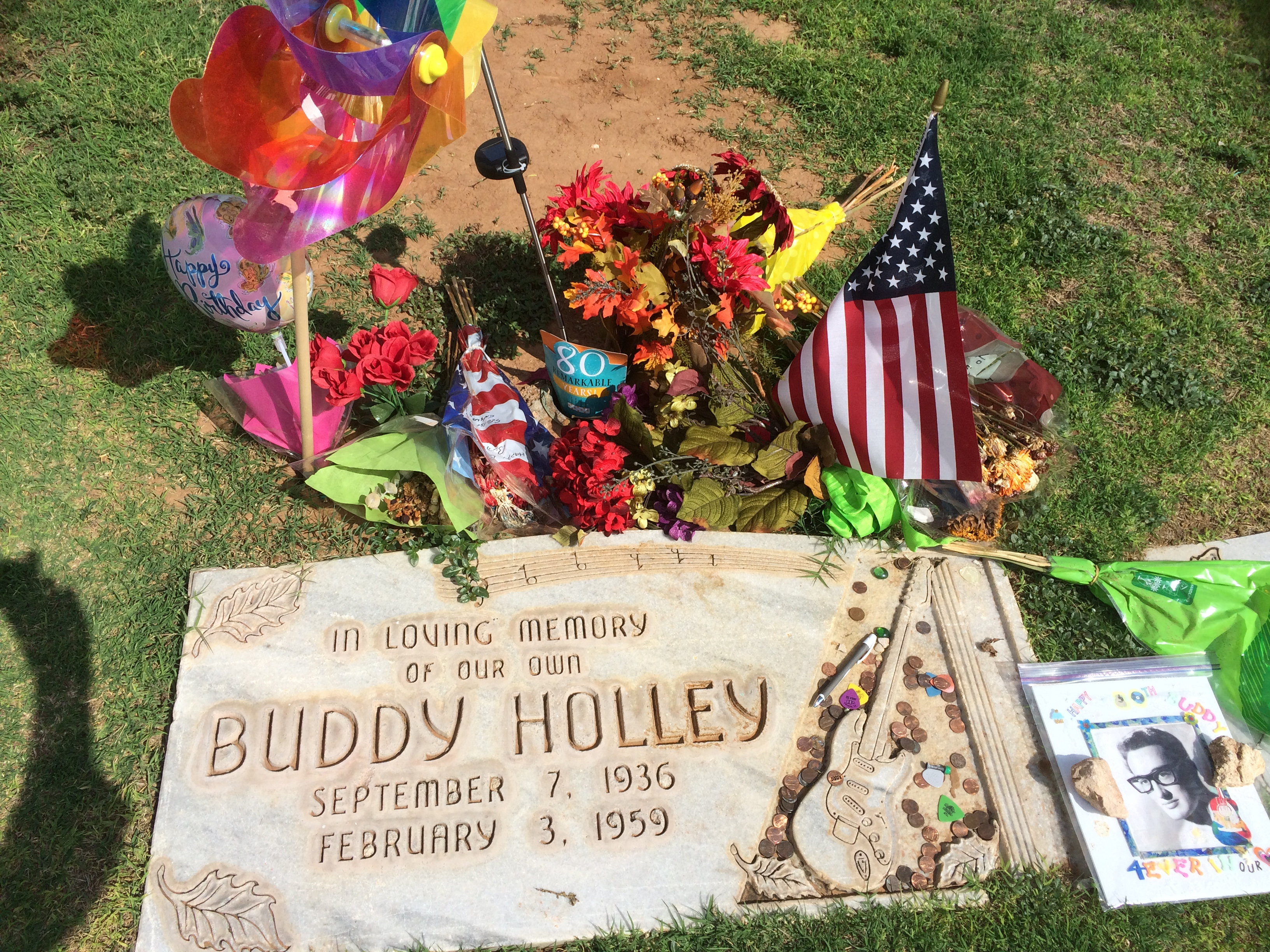
La tomba di Buddy Holly a Lubbock, in Texas, foto scattata il 14 settembre 2016

Il funerale di Holly si tenne il 7 febbraio 1959 presso la Tabernacle Baptist Church di Lubbock alla presenza di Ben D. Johnson, che aveva già celebrato il matrimonio di Holly solo pochi mesi prima: alla cerimonia non poté partecipare Waylon Jennings, in quanto si trovava ancora in tournée. Il corpo dell’artista fu sepolto nel cimitero comunale di Lubbock, e la sua lapide porta l’ortografia corretta del suo nome (Holley) e l’incisione della sua amata Fender Stratocaster. La moglie Maria apprese della sua morte solo dal notiziario in TV, e lo shock fu tale che il giorno dopo ebbe un aborto spontaneo, mentre la madre di Holly, che venne a conoscenza dell’accaduto in radio, urlò dalla disperazione prima di svenire. Nei mesi successivi le autorità applicarono una politica che vietava l’annuncio dei nomi delle vittime prima che le famiglie fossero informate. Santiago non partecipò al funerale e non visitò mai il luogo della tomba. In seguito dichiarò:

### Dopo la morte
Le sue registrazioni sono state così prolifiche che la Coral Records riuscì pubblicare nuovi album e singoli per 10 anni dopo la sua morte, grazie al missaggio della tecnica musicale, delle registrazioni in studio e di quelle fatte in casa. Le registrazioni con le prove dei brani di Holly furono oggetto di overdubbing nelle registrazioni in studio per renderli più commerciali. I migliori pezzi trattati in questo modo sono considerati i primi singoli postumi, come i due singoli del 1959 Peggy Sue Got Married e Crying, Waiting, Hoping, prodotti da Jack Hansen, con il coro delle Ray Charles Singers che simulano un'autentica registrazione dei Crickets. Si suppone che Crying, Waiting, Hoping sia la parte "A" del 45 giri, con una perfetta sintonia tra la parte corale e quella del cantante. La sessione di Hansen, nella quale le ultime sei esibizioni originali di Holly sono state oggetto di overdubbing, venne pubblicata nel 1960 dalla Coral LP col titolo The Buddy Holly Story, Vol. 2. Le migliori registrazioni postume fatte in studio includono i brani Wishing e Reminiscing. La richiesta del materiale inedito fu tale che Norman Petty rispolverò tutto il materiale in suo possesso e lo ripubblicò sempre grazie all'overdubbing: tracce alternative delle registrazioni in studio, capolavori in originale rifiutati, Crying, Waiting, Hoping e altre cinque canzoni del 1959 (con l'aggiunta di nuovi arrangiamenti di surf-guitar), e persino alcuni demo amatoriali del 1954 (dove la voce flebile viene spesso mascherata dall'aumento della presenza dell'orchestra). L'ultimo album di Holly è stato Giant (con il singolo Love Is Strange), uscito nel 1969. Per via degli overdubs di Jack Hansen del biennio 1959–60, quelli di Norman Petty degli anni sessanta, delle altre versioni di provenienza esterna, del medesimo brano si hanno diverse versioni.
Nel 1999 venne inaugurato a Lubbock, città natale dell'artista, il museo Buddy Holly Center.

## Stile musicale
Oltre a essere considerato uno dei principali artisti del rock and roll, Buddy Holly viene inserito nel novero dei musicisti rockabilly, dai quali si distingue tuttavia per le sonorità meno turbolente. Il suo stile al contempo semplice ed eclettico adotta le ritmiche e i riff di chitarra di artisti R&B come Hank Ballard and the Midnighters, Bo Diddley e Mickey and Sylvia e si ispira ad altri stili come il country, il bluegrass, il folk messicano, il Delta blues e il gospel. Sfrutta una tecnica canora caratterizzata da suoni infantili e gutturali e non disdegna la tecnica del baby talk. Nick Tosches lo considera il primo artista soft rock.

## Influenza culturale
- Nel film biografico The Buddy Holly Story (1978), Holly era interpretato dall'attore Gary Busey, il quale ottenne una candidatura agli Academy Award come migliore attore. Il film fu criticato dalla comunità rock e dai famigliari di Holly, per la sua inaccuratezza. Per questo motivo, nel 1985, Paul McCartney produsse un documentario intitolato The Real Buddy Holly Story, che includeva interviste a Keith Richards, Phil and Don Everly, Sonny Curtis, Jerry Allison, i famigliari di Holly, e McCartney stesso.
- Nel 1987 Marshall Crenshaw interpretò Buddy Holly nel film La Bamba. La versione di Crenshaw del brano Crying, Waiting, Hoping entrò a far parte della colonna sonora del film, che ricordava anche il disastro aereo in cui perì Holly assieme a Ritchie Valens e The Big Bopper.
- Buddy - The Buddy Holly Story è un musical teatrale del 1989 ispirato alla vita di Buddy Holly.
- Nel 2010 Guy Kent interpretò Buddy Holly nel film indipendente The Day the Music Died[38][39].
- Nel telefilm In viaggio nel tempo, nell'episodio 1x4 Un marito per Tess, viene ricordata la figura di Buddy Holly mentre sta componendo la sua canzone Peggy Sue, tanto che il protagonista, il dottor Samuel Beckett, gli suggerisce come iniziare la canzone avendone riconosciuto il testo.
- Il 16 settembre 2003 è stato dedicato alla sua figura un monumento nel luogo in cui avvenne l'incidente mortale.
- Buddy Holly, brano dei Weezer pubblicato il 7 settembre 1994, in occasione di quello che sarebbe stato il suo 58º compleanno, il cui videoclip fu inserito tra i contenuti bonus del CD di installazione del sistema operativo Microsoft Windows 95.
- In Pulp Fiction di Quentin Tarantino, nel locale Jack Rabbit Slim's a tema anni cinquanta sono incluse le stelle dell'epoca, tra cui un cameriere (Steve Buscemi) travestito da Buddy Holly.
- In American Graffiti di George Lucas (nella cui colonna sonora compaiono due pezzi dell'artista), uno dei protagonisti afferma che il rock and roll non è più lo stesso dalla morte di Holly.
- I Beatles, quando ancora si chiamavano The Quarry Men, fecero una cover di That'll Be the Day con due chitarre in una registrazione casereccia, che appare nell'Anthology 1. Inoltre, nel loro album Beatles for Sale, appare una cover di un brano di Holly, Words of Love, mentre I'll Follow the Sun è ispirata alla morte di quest'ultimo.
- La canzone American Pie di Don McLean è un tributo a Buddy Holly. Il brano parla dei terribili eventi del 3 febbraio 1959, giorno in cui la musica morì.
- Il cantautore americano James Taylor ha riarrangiato Everyday trent'anni dopo, evidenziando l'estro innovativo e mirabile dell'artista.
- Nella serie animata Pearlie, Buddy Holly è parodiato come Buggy Holly.
- Un episodio di The Young Ones, contiene riferimenti a Buddy Holly.
- La canzone di Buddy Holly True Love Ways fu usata nella pubblicità di Panda Cheese Never Say No to Panda, creata per la compagnia egiziana Arab Dairy.
- Nell’episodio della serie X-Files intitolato Clyde Bruckman’s Final Repose (in italiano: Previsioni), il protagonista della storia è un sensitivo amante della musica di Buddy Holly, traumatizzato dall'incidente aereo e dal senso di ineluttabilità dell'evento, anche legato alla famosa monetina lanciata per salirci sopra.
- Nella seconda stagione di Good Omens la canzone Everyday viene usata come canzone d'amore per la coppia formata dall'Arcangelo Gabriele e Lord Belzebù.

## Riconoscimenti
- Il 7 settembre 2011, giorno nel quale avrebbe compiuto settantacinque anni, ricevette una stella postuma nella Hollywood Walk of Fame. Alla cerimonia erano presenti la vedova Maria Elena Santiago, Phil Everly, Peter Asher, Priscilla Presley, e l'attore Gary Busey, il quale interpretò il ruolo di Holly, nel film The Buddy Holly Story[40].
- A Buddy Holly è stato intitolato l'asteroide 16155 Buddy, scoperto nel 2000.[41]